# Лаура Кіхано
Лаура Кіхано (ісп. Laura Quijano) — коста-риканська письменниця, яка народилася 1971 року. Вивчала право та філологію в Унірерситеті Коста-Рики.
1994 року отримала премію «Юного творця» від видавництва «Editorial Costa Rica» за роман «Тінь на льоду», який вважається зачинатилем розвитку жанру наукової фантастики в Коста-Риці.
Після багатьох років затишшя, 2007 року почали з'являтися деякі її оповідання, що публікувались як в Іспанії, так і в Коста-Риці. Світ, зокрема, побачили такі оповідання: «Ціна вічності», яке посіло третє місце на конкурсі «Земля легенд VI» від літературного порталу Sedice.com; «Як завжди інший», яке ввійшло до найкращих фантастичних оповідань 2007 року в антології «Фабрика мрій» (2008); «Глибокий сон», яке стало фіналістом  XXI Конкурсу Альберто Манго у сфері наукової фантастики від Університету країни Басків (2009). Протягом наступних років, інші оповідання, як-от: «Квітка сутінок» та «Необізнаний об'єкт» були надруковані в антології видавництва від університету EUNED («Можливе майбутнє: Науково-фантастичні оповідання», 2009 ; «Необізнаний об'єкт та інші оповідання», 2011). Твори Кіхано ввійшли і до інших антологій, у тому числі оповідання «Вічний сон» і «Ти також, сину мій» («Літературні ЗбоЧення: Популярні оповідання», 2010; «Літературні ЗбоЧення: Історія», 2010), «Остання яма» («Візії 2008-го», 2010), «До світанку» та «Втрачений шлях» («Літературні ЗбоЧення: Монстри літератури», 2012; «Літературні ЗбоЧення: Нерозв'язані таємниці»,2013). Та до інших літературних антологій, як у випадку з оповіданням «Дефектна модель» («По XXI століття», 2010).
ЇЇ найостаннішою публікацією є роман «Володарка часу», який вона презентувала 31 липня 2014 року в Міжнародній бібліотеці Коста-Рики, а 15 днів по тому твір увійшов до списку «Бестселерів» цієї ж бібліотеки.